# 90 del Taure
90 del Taure (90 Tauri) és un estel en la constel·lació del Taure de magnitud aparent +4,27. És membre del cúmul de les Híades i es troba a 150 anys llum del Sistema Solar.
90 del Taure és un estel blanc de la seqüència principal de tipus espectral A6V la temperatura efectiva del qual és de 8194 K. A partir del seu diàmetre angular —0,58 ± 0,02 mil·lisegons d'arc—, es pot avaluar el seu radi, resultant ser aquest 2,9 vegades més gran que el radi solar. Gira sobre si mateixa amb una velocitat de rotació d'almenys 82 km/s. No s'ha detectat excés en la radiació infraroja emesa per 90 Tauri, la qual cosa en principi descarta la presència d'un disc circumestel·lar de pols a la seu voltant. D'altra banda, és un estel brillant en raigs X, sent la seva lluminositat en aquesta regió de l'espectre de 46 ×1020 W.
Quant a la seva composició elemental, 90 del Taure té una metal·licitat comparable a la solar, amb una abundància relativa de ferro gairebé igual a la del Sol ([Fe/H] = -0,03). Oxigen, silici i calci també presenten nivells propers als solars però bari i sodi són menys abundants que en el nostre estel ([Na/H] = -0,47).
Així mateix, 90 del Taure és una binària espectroscòpica, implicant que les dues components estan tan properes entre si, o tan allunyades de la Terra, que no poden ser resoltes visualment.